# Didier Etumba Longila
Didier Etumba Longila, né à Kinshasa le 15 juillet 1955, est un général d'armée congolais, Chef d'État-major général des Forces armées de la république démocratique du Congo du 17 novembre 2008 à sa mise à la retraite le 14 juillet 2018.

## Biographie
Après des études primaires dans une école presbytérienne (protestante) à Lemba Sud I à Kinshasa, Didier Etumba Longila fait un parcours (Option math-physique) au collège Lisanga-Bokeleale (ex Pestalozzi) à Kinshasa / Gombe. Diplômé d'État en 1974, il est admis à la faculté polytechnique de l'université de Kinshasa qu'il quitte trois ans plus tard.
En 1979, il est admis sur concours à l'École royale militaire belge à Bruxelles et fait partie de la 120e promotion de la Division toutes armes (Promotion Paul Henry de La Lindi).

### Profil universitaire
Didier Etumba Longila est détenteur des titres académiques de licencié en Sciences sociales et militaires de l'École royale militaire (Belgique) (ERM)/Bruxelles, d'un  Master en Sciences criminologiques de l'Université de Liège / Belgique et d'un Master en Sécurité Internationale (Executive MBA en management global des risques et des programmes internationaux) de l'institut Themiis (Paris/France).

### Profil militaire
Depuis 1979, année de son incorporation et tout au long de sa carrière militaire, il a obtenu plusieurs diplômes, brevets, distinctions et décorations militaires :
- Diplôme de l'École royale militaire (ERM) /Belgique
- Diplôme de l'École Royale de Gendarmerie /Belgique
- Diplôme d'État-Major
- Diplôme d'École de guerre/stratégies : Collège des Hautes Études de Stratégie et de Défense (CHESD) /RDC
- Brevet d'Officier d'infanterie
- Brevet d'Officier de renseignement
- Brevet de Cavalerie
- Brevet B Para (ERM)
- Brevet B Commando (ERM)
- Brevet de cavalier
- Brevet d'Officier EPS (Éducation Physique et Sport)

Tout au long de sa carrière, il est formateur dans plusieurs écoles pour officiers et notamment au Collège des Hautes Études de Stratégie et de Défense (CHESD) de la République démocratique du Congo.

## Récompenses et distinctions
- Grand Officier dans l'ordre national Héros Nationaux Kabila-Lumumba
- Commandeur dans l'ordre du COPAX (en) / CEEAC
- Croix de la bravoure militaire avec étoile en bronze à cinq branches
- Croix militaire 1re et 2e classe
- Ambassadeur de la paix de l'USM
- Alumni notable de l'École royale militaire belge (ERM)